# Jamena
Jamena (cyr. Јамена) – wieś w Serbii, w Wojwodinie, w okręgu sremskim, w gminie Šid. W 2011 roku liczyła 950 mieszkańców.